# Tokyo (Alexandra Stan)
Tokyo è un singolo della cantante rumena Alexandra Stan, pubblicato il 22 ottobre 2021 via Universal Music Romania. 
Il brano è stato scritto e composto da Alexandra Stan, George Emanuel Calin, Mihaela Arsene e Robert Zgarbura.

## Video musicale
Il video è stato rilasciato il 22 ottobre 2021 sul canale YouTube della cantante. Il video è stato diretto da Raluca Netca e prodotto da Arkomo.